# Крейшан
Ната́ссия Гейл Зо́лот (англ. Natassia Gail Zolot, 24 сентября 1989, Сан-Франциско, Калифорния, США), наиболее известная как Крейша́н (англ. Kreayshawn) — американская певица и клипмейкер.

## Биография
Натассия Гейл Золот родилась 24 сентября 1989 года в Сан-Франциско (штат Калифорния, США). Семья её матери — бывшей участницы музыкальной панк-группы The Trashwomen Эльки Золот — российского еврейского происхождения.
Крейшан начала свою музыкальную карьеру в 2008 году, а в 2012 году она выпустила свой дебютный студийный музыкальный альбом «Somethin’ ’Bout Kreay».
У Крейшан есть сын Дезмонд (род. 18.09.2013).

## Дискография
- Somethin’ ’Bout Kreay (2012)
- Kitty’s N Choppas (2017)